# Tiểu Khuyển
Chòm sao Tiểu Khuyển 小犬, (tiếng La Tinh: Canis Minor, nghĩa là "con chó nhỏ") là một chòm sao nhỏ năm ở thiên cầu phía bắc. Vào thế kỷ thứ 2 sau công nguyên, nó là một trong 48 chòm sao Ptolemy và là một trong 88 chòm sao hiện đại, nằm gần hoàng đạo. Chòm sao Tiểu Khuyển chứa một trong những ngôi sao sáng nhất trên bầu trời đêm, sao Procyon.

## Thiên thể
Các thiên thể đáng quan tâm
- Sao lùn trắng Procyon
- β CMi là một ngôi sao có màu đỏ khá đặc biệt

|  |  |